# 于衡
于衡（1921年11月2日—2005年12月28日），別號衡之，中國山東省蓬萊人。台灣記者及作家。

## 生平
長春大學法學系、日本法政大學畢業，日本明治大學法學部研究院碩士。1946年起任吉林省教育廳秘書、長春《大華日報》（長春中央日報前身）記者、長春《中正日報》採訪主任、瀋陽《東北前鋒報》特派員、《東北公報》總編輯、國民革命軍青年軍第207師《新報》採訪主任、上海大公報駐瀋陽記者，1949年赴台，任《廣州中正日報》駐台北特派員、台北《公論報》採訪主任，1952年任《香港時報》採訪副主任，1958年起任《聯合報》採訪主任、副總編輯、主筆，1977年12月起任《聯合報》駐東北亞特派員。
学术方面，1946年任長春大學講師，1971－1978年任輔仁大學大眾傳播學系專任教授，1960－1978年任國立政治大學新聞學系兼任教授、世新大學兼任教授、文化大學新聞系兼任教授，1958－1978年任國立台灣師範大學社會教育學系新聞組兼任教授、國立台灣大學圖書資訊學系兼任教授、康寧護校董事長（第四、七屆）。
于衡曾於1983年當選中華民國立法院教育團體增額立法委員，1987年3月受聘為行政院顧問。

## 作品
報導與評論主要發表在《聯合報》，及《中央日報》、《香港時報》、《台灣日報》、《傳記文學》等。著稱的包括「台北外記」專欄和人物報導，其中以〈和中國現代史相關連的張學良訪問記〉最為膾炙人口。
著有：《大清報律之研究》（民国74年，臺灣中華出版社）、《烽火十五年》（民国73年，台北皇冠出版社，獲75年國家文藝獎報導文學類獎））、《聯合報二十年》（民国60年，台北市聯合報出版）、《新聞採訪》（民国59年，台北市新聞記者公會出版），《滇緬遊擊邊區行》（民国44年，台北市中國文化企業出版社）、《採訪二十五年》、《張學良訪問記》、《右任先生十週年祭》、《悼張思恒神父》、《敬悼于斌樞機主教》等。